# Richard Paré
Richard Paré est un organiste, claveciniste et professeur qui œuvre dans la région de Québec depuis 1984.

## Sources

### Articles de journaux
- «Le majestueux», Le Soleil. 5 octobre 2013, Y5.
- «L’orgue Casavant dans toute sa splendeur», Radio-Canada. 28 mai 2014.
- «Récital d’orgue au profit de la fondation Claude Lavoie», LE CLAIRON de Saint-Hyacinthe, 30 octobre 1991, p. 52.
- «Richard Paré: L’excellence au bout des doigts», Voir.ca. 24 mai 2007.
- «Touché par la grâce», Le Soleil. 28 mai 2000, B7.
- «Typiquement baroque, les Violons du Roy font la fête avec Robert King», Le Soleil, 19 novembre 2004, B5.

### Disques
- Chanteurs Saint-Cœur-de-Marie, Gosselin, Claude, Paré, Richard. Noel. Les Chanteurs St-Cœur-de-Marie, Claude Gosselin (directeur), Richard Paré (clavecin, orgue). Disque compact. Novalis MMM10923, 2000.
- Lemieux, Marie-Nicole, Milot, Valérie, Paré, Richard, Labadie, Bernard. Le chemin de Noel. Marie-Nicole Lemieux (contralto), Valérie Milot (harpe), Richard Paré (orgue), Bernard Labadie (chef d’orchestre), Chapelle de Québec. Disque compact. ATMA Classique, 2021.
- Lussier, Mathieu, Loiselle Benoît, Paré, Richard. Sonates op. 24. Mathieu Lussier (basson), Benoît Loiselle (violoncelle), Richard Paré (pianoforte). Disque compact. Atma Classique ACD2 2584, 2008.

### Sites Web
- TMA Classique. Richard Paré.
- Richard Paré | Atma Classique
- Les amis de l'orgue de Québec
- Richard Paré et le grand orgue du Palais Montcalm. Québecinfomusique.com. 3 décembre 2013.
- Université Laval. Répertoire du personnel administratif et enseignant: Richard Paré.
- Richard Paré | Faculté de musique de l'Université Laval | ULaval

### Vidéos
- « Richard Paré répond à vos questions – D’orgue en orgue 2020 – Palais Montcalm ». Vidéo YouTube, 14: 20.  Mise en ligne par Palais Montcalm – Maison de la musique, 28 octobre 2020.
- « Un entretien avec Richard Paré – D’orgue en orgue 2020 – Palais Montcalm ». Vidéo YouTube, 15: 20.  Mise en ligne par Palais Montcalm – Maison de la musique, 4 octobre 2020. (2) Un entretien avec Richard Paré – D'Orgue en orgue 2020 | Palais Montcalm - YouTube